# Георги Несторов
Георги Тодоров Несторов е български геофизик и радиоинженер.

## Биография
Роден е през 1913 г. в София. Син е на Тодор Георгиев Несторов, родом от Панагюрище, и Божана Тодорова Несторова, родом от Пловдив. Сестра му е Весела Несторова, учителка, поетеса и преводачка, съратничка на Петър Дънов, а дъщеря му е пианистката и педагожка доц. Теодора Несторова.
Завършва Държавното средно техническо училище „Цар Борис III“ в София през 1932 година. След изпълняване на военната повинност през 30-те години на двадесети век събира средства, работейки като радиотехник и строител, и заминава за Виена, Австрия (присъединена по онова време към Германия), където следва в Техническото висше училище (Technische Hochschule Wien; днес университет) от 1941 до 1943 г.
Завърнал се в България в края на Втората световна война, работи като инженер в Българското народно радио, регистрирайки няколко патента и рационализации в радиотехниката. Непосредствено след края на войната е начело на екип от инженери, които модернизират стария радиопредавател в софийския квартал Павлово посредством редица рационализации. През 1946 – 1947 г. допринася за модернизацията на радиопредавателя във Вакарел със съветски резервни части, което води до началото на експериментални излъчвания от радиопредавател „София II“, който влиза в редовна експлоатация на 15 март 1948 година. Впоследствие Георги Несторов е главен инженер на радиопредавателите във Вакарел, Стара Загора и Варна, както и на подобни инсталации в Югославия.
От 50-те години на XX век насочва дейността си предимно в научното дело. От 1954 г. до 1961 г. завежда секция в Научноизследователския институт по съобщенията. Избран е за старши научен сътрудник през 1961 г. и за член-кореспондент на Българската академия на науките през 1967 г. Старши научен сътрудник I степен от 1974 г. Академик е на Международната академия по астронавтика (IAA) от 1968 г. Завежда секция „Физика на йоносферата“ в Геофизичния институт на БАН от 1961 г., ръководи Института през 80-те години.

## Отличия
- Бронзов „Медал за заслуги с корона“ 1938 (Царство България)
- Сребърен „Народен орден на труда“ 1948 (Президиум на Народното събрание)
- Златен „Народен орден на труда“ 1949 (Президиум на Народното събрание)
- „Червено знаме на труда“ 1954 (Президиум на Народното Събрание)
- „Почетен изобретател“ 1963 (Държавен съвет за наука и технически прогрес и Централен съвет на професионалните съюзи в България)
- „25 години народна власт“ 1969 (Президиум на народното събрание)
- „За отличие“ 1972 (Президиум на Българска академия на науките)
- „100 години от рождението на Георги Димитров“ 1982 (Държавен съвет на Народна република България)
- „Заслужил учен“ (Президиум на Народното Събрание)
- „100 години Българска академия на науките“ 1969 (Българска академия на науките)
- „Народна република България“ Трета степен
- „Народна република България“ Първа степен
- „1300 години България“ 1981 (Държавен съвет на Народна република България)
- „100 лет международной геофизике“ 1985 (Междуведомственный Геофизический комитет АН СССР)
- „40 години социалистическа България“ 1984 (Държавен съвет на Народна република България)
- „Заслужил деятел на науката“ 1985 (Държавен съвет на Народна република България)

Публикува множество монографии, статии и книги. Главен редактор е на списание „Природа“. Умира през 2004 г.

## Основни трудове
- Несторов, Г., Топалов, М., „Предавателна, антенна и УКВ техника“, Държавно издателство „Наука и изкуство“, София, 1955, данни Архив на оригинала от 2021-02-10 в Wayback Machine. в COBISS
- Несторов, Георги, Т., „Разпространение на ултракъсите вълни“, Държавно издателство „Медицина и физкултура“, София, 1958, данни Архив на оригинала от 2021-02-13 в Wayback Machine. в COBISS
- Несторов, Георги, Физика на ниската йоносфера, Издателство на БАН, София, 1969, данни Архив на оригинала от 2021-02-14 в Wayback Machine. в COBISS
- Велинов, П., Несторов, Г., Дорман, Л., „Воздействие космических лучей на ионосферу и распространение радиоволн“, Издательство Болгарской Академии Наук, София, 1974, данни Архив на оригинала от 2021-02-13 в Wayback Machine. в COBISS
- Несторов, Г., „Абсорбция и морфология на ниската йоносфера“, Издателство на БАН, София, 1986, данни[неработеща препратка] в COBISS
- Несторов, Г., Т., „Пролетна трансформация на средната мезосфера“, статия в „Българско геофизично списание“, София, 1992, данни Архив на оригинала от 2021-02-10 в Wayback Machine. в COBISS